# إرنست ماير
إرنست فالتر ماير (بالألمانية: Ernst Walter Mayr) هو عالم بيولوجيا ألماني أمريكي ولد في يوم 5 يوليو 1904 في مدينة كمبتن في الإمبراطورية الألمانية، يعتبر ماير أحد أشهار علماء البيولوجيا في القرن 20، اختص في علم التصنيف وعلم الطيور وتاريخ العلوم، عمله ساهم في الثورة التصورية والذي ربط بين الإاصطناع التطوري الحديث مع نظام علم الوراثة الذي إكتشفه غريغور مندل مع نظرية التطور الداروينية وطور مفهوم النوع، وقد حاز على عدة جوائز من إكتشفاته، توفي في يوم 3 فبراير 2005 في بيدفورد في الولايات المتحدة.
على الرغم من افتراض تشارلز داروين وآخرون أن الأنواع المتعددة يمكن أن تتطور من سلف مشترك واحد إلا أن الآلية التي حدث بها ذلك لم تكن مفهومة، مما خلق مشكلة الأنواع. تناول إرنست ماير المشكلة بتقديم تعريفٍ جديد للأنواع في كتابه «النظاميات وأصل الأنواع» في عام 1942. كتب ماير أن الأنواع ليست مجرد مجموعةٍ من الأفراد المتشابهين من الناحية الشكلية، بل هي مجموعةٌ لا يمكنها أن تتكاثر إلا فيما بينها باستثناء جميع الأنواع الأخرى.

## سيرة شخصية
كان ماير الابن الثاني لهيلين بوسينيلي والدكتور أوتو ماير. كان والده محامي النيابة العامة في فورتسبورغ  حيث أظهر اهتمامًا واضحًا بالتاريخ الطبيعي مما دفعه لنقل ذلك الاهتمام لأولاده وإخراجهم في رحلاتٍ ميدانية. مات والده قبل أن يبلغ الثالثة عشر من عمره ثم انتقلت أسرته بعد ذلك إلى درسدن ودرس في مدرسة رويال جيمنازيوم حتى المرحلة الثانوية.
```
                    التحق ماير خلال دوامه في المدرسة الثانوية في نيسان/أبريل من عام 1922 بجمعية ساكسونيا لعلماء الطيور حيث التقى رودولف زيمرمان، الذي أصبح مدرّسه لعلم الطيور. اجتاز ماير امتحاناته في المدرسة الثانوية في شباط/فبراير من عام 1923 فكافأته والدته بزوجٍ من المناظير.
```

دخل ماير جامعة غرايفسفالد في عام 1923 وبدأ دراسة الطب لإرضاء رغبة أهله لكنه قرر أن يترك هذا الفرع بعد عامٍ واحدٍ فقط وسجّل في كلّية العلوم البيولوجية. كان ماير مهتمًا بشكلٍ كبير بعلم الطيور، ويعود سبب اختياره لجامعة غرايفسفالد لسبب وقوعها في أكثر المناطق إثارةً للاهتمام في علم الطيور.
حقق ماير نجاحًا في الاختبار الذي أعطاه إياه عالم الطبيعة والطيور إروين ستريسمان حيث كان موضوعه عن التعرّف على الزواحف. لقد كان ماير قادرًا على تحديد معظم العينات بشكلٍ صحيح حيث قال عنه ستريسمان بأنه «وُلِد كعالم تصنيف». اقترح ستريسمان على ماير في عام 1925 التخلّي عن كلية الطب والتسجيل في كلية العلوم الحيوية ومن ثم الانضمام إلى متحف برلين مع احتمالية الخروج في رحلاتٍ لجمع الطيور في المناطق الاستوائية، وذلك شرط إكمال الدراسات العليا خلال 16 شهر.
أكمل ماير، ابن الواحد والعشرين عامًا شهادة الدكتوراه في علم الطيور في جامعة برلين تحت إشراف الدكتور كارل زيمر في 24 حزيران/يونيو من عام 1926. قَبِل ماير عرض العمل الذي قدمه له المتحف في 1 تموز/يوليو مقابل راتبٍ شهري قدره 330.54 رايخ ألماني.
قُذِّم ماير من قبل ستريسمان في المؤتمر الدولي لعلوم الحيوان في بودابست عام 1927 إلى المصرفي وعالم الطبيعة والتر روتشيلد الذي طلب منه الذهاب برحلةٍ استكشافيةٍ إلى غينيا الجديدة ممثلًا إياه والمتحف الأمريكي للتاريخ الطبيعي في نيويورك. جمع ماير هناك عدة آلافٍ من جلود الطيور (وسمّى 26 نوعًا جديدًا من الطيور خلال حياته)، وفي نفس الوقت سمّى 38 نوعًا جديدًا من الأوركيد.
عاد ماير إلى ألمانيا في عام 1930، وقبل استلام منصب أمين المتحف الأمريكي للتاريخ الطبيعي. أصدر أول كتابٍ له في عام 1942 بعنوان «النظاميات وأصل الانواع» الذي أكمل الاصطناع التطوري الذي بدأه داروين.
نظّم ماير ندوةً شهريةً تحت رعاية الجمعية اللينية بنيويورك بتأثيرٍ من جول آساف آلين، وفرانك تشابمان، وجوناثان دوايت. ركّزت الجمعية على التصنيف حيث شجع ماير المشاركين على تناول مشروعٍ بحثيٍ خاصٍ بهم.
التحق ماير بكلية جامعة هارفارد في عام 1953 حيث احتل منصب مدير متحف علم الحيوان من عام 1961 حتى عام 1970. تقاعد في عام 1975 كأستاذٍ فخري في علم الحيوان وفي حوذته العديد من الأوسمة. استمر ماير بعد تقاعده في نشر أكثر من 200 مقال في مجموعةٍ متنوعةٍ من المجلات. نُشر 14 كتابًا من أصل 25 له بعد أن كان عمره 65 عامًا.
توفي ماير في 3 شباط/فبراير من عام 2005 في منزله التقاعدي في بيدفورد، ماساتشوستس بعد مدة مرض قصيرة، وتوفيت زوجته مارغريت في عام 1990. يملك ماير ابنتين وخمسة أحفاد و 10 أولاد أحفاد.
```
نال ماير العديد من الجوائز والميداليات مثل الميدالية العالمية للعلوم، وجائزة بالزان، وميدالية سارتون في تاريخ المجتمع العلمي، والجائزة الدولية لعلم الأحياء، وجائزة لوي وألدن ميلر للأبحاث، وجائزة لويس توماس للكتابة عن العلوم، وجائزة ليدي في عام 1946 من أكاديمية العلوم الطبيعية في فيلادلفيا. 
```

انتُخب ماير كعضو أجنبي في الجمعية الملكية (ForMemRS) في عام 1988. حصل أيضًا على وسام بنيامين فرانكلين للإنجاز المتميز في علوم الجمعية الفلسفية الأمريكية.

## أفكار ماير
انتقد ماير بصفته عالم أحياءٍ مدرّبٍ بشكلٍ تقليدي المناهج الرياضية الأولى للتطور كتلك التي اتبعها العالم هالداين في عام 1959، ووصفها بشكلٍ مشهور بأنها «وراثيّات في كيس قماش». انتقد ماير أيضًا الدراسات التطورية الجزيئية كتلك التي أجراها كارل وويس. تشير الدراسات الجزيئية الحالية في التطور والانتواع إلى أنه على الرغم من اتخاذ الانتواع التبايني كمعيار، إلا أنه هناك العديد من حالات الانتواع التماثلي في مجموعات تنقلية (مثل الطيور).
رفض ماير الاختزالية في العديد من كتاباته في علم الأحياء التطوري معلّلًا ذلك بالضغوط التطورية التي تعمل على الكائن الحي بأكمله وليس على الجينات المفردة، وأن الجينات يمكن أن يكون لها تأثيراتٍ مختلفة اعتمادًا على الجينات الأخرى الموجودة.
دعا أيضًا إلى دراسة الجينوم بأكمله بدلاً من الجينات المعزولة فقط. بعد توضيح مفهوم الأنواع البيولوجية في عام 1942، لعب ماير دورًا رئيسيًا في مناقشة مشكلة الأنواع بما يتعلق بأفضل مفهومٍ لها. كما أنه دافع بشدة عن مفهوم الأنواع البيولوجية ضد العديد من تعاريف الأنواع التي اقترحها الآخرون.

## وصلات خارجية
- إرنست ماير على موقع الموسوعة البريطانية (الإنجليزية)
- إرنست ماير على موقع الموسوعة البريطانية (الإنجليزية)
- إرنست ماير على موقع مونزينجر (الألمانية)
- إرنست ماير على موقع إن إن دي بي (الإنجليزية)
- http://www.oloommagazine.com/Articles/ArticleDetails.aspx?ID=149
- http://www.marefa.org/index.php/إرنست_ماير